# Andrônico da Panônia
Andrônico da Panônia (em grego:  Ανδρόνικος) foi um dos primeiros cristãos seguidores de Jesus e mencionado por Paulo no Novo Testamento:
| “ | Saudai a Andrônico e a Júnias, meus compatriotas e companheiros em prisão, os quais se assinalam entre os apóstolos, e que também estavam em Cristo antes de mim. | ” |
|   | — Romanos 16:7. |   |

De acordo com este versículo, Andrônico era um compatriota de Paulo e um companheiro do apóstolo na prisão, além de particularmente bem conhecido entre os apóstolos e e tinha se tornado um seguidor de Jesus antes da conversão de Paulo na estrada para Damasco. Há um consenso de que Júnia era sua esposa, mas este nome também pode indicar um irmão ou irmã, pai ou filha, ou ainda nenhuma relação particular com Paulo, exceto o fato de serem compatriotas.

## Apostolado
Traduções do Novo Testamento variam sobre a forma como apresentam as palavras gregas para "assinalam" e "apóstolos". Uma teoria é que Andrônico e Júnia não seria apóstolos, mas tinham grande reputação entre eles. Porém, a classicista Evelyn Stagg e o estudioso do Novo Testamento, Frank Stagg, escreveram que Paulo fez questão de citar explicitamente o quão bem conhecido é o casal para ele. Esta referência à prisão deles consigo e sobre o fato de terem se convertido antes dele demonstram que ele estava bem seguro ao afirmá-los entre os apóstolos como fez, com base no seu próprio envolvimento. Os Staggs terminam por concluir que tanto o contexto quanto o conteúdo do versículo devem ser lidos naturalmente como uma recomendação de Paulo sobre Andrônico e Júnia como excelentes cristãos e apóstolos, assim como Silas, Timóteo e outros que receberam o mesmo título durante o cristianismo primitivo.

## Tradições ortodoxas
Na Igreja Ortodoxa, Andrônico é um dos Setenta Discípulos e foi um dos bispos da Panônia, pregando por toda a região com Júnia. Andrônico e sua esposa tiveram sucesso em converter muitos para o cristianismo e demoliram muitos templos. A tradição cristã sustenta que eles era capazes de realizar milagres, através dos quais eles expulsavam demônios e curavam os doentes.
Pela mesma tradição, Andrônico morreu um mártir. Já na tradição da Igreja Ortodoxa Copta, ele morreu em paz, um dia antes de Júnia.